# Ksa (cratère)
Pour les articles homonymes, voir KSA.
Ksa est l'un des cinq cratères d'impact formellement identifiés à la surface de Titan, satellite naturel de Saturne.

## Géographie et géologie
Situé par 14° N et 65,4° W, Ksa se trouve dans la moitié occidentale de Fensal, au nord de Xanadu, à relative proximité du cratère Menrva.
Il s'agit d'un cratère de 29 km de diamètre aux bords bien visibles quoique doux et présentant un pic central. Il est entouré d'un tapis d'éjectas aux contours nets rappelant les cratères martiens interprétés comme résultant d'un impact sur pergélisol saturé d'eau ; dans le cas présent, sur Titan, cette configuration pourrait également indiquer la présence de composés volatils. Ces éjectas se répartissent de façon limitée et asymétrique autour du cratère, soulignant le rôle de l'atmosphère pour en contenir l'extension, avec peut-être également l'indication de vents dominants venant de l'ouest nord-ouest.